# 啓蒙時代
啓蒙時代（けいもうじだい、英語: Age of Enlightenment）は、ヨーロッパで啓蒙思想が主流となっていた17世紀後半から18世紀にかけての時代のこと。啓蒙思想とは、聖書や神学といった従来の権威を離れ、理性（悟性）による知によって世界を把握しようとする思想運動である。この時代にはスコットランド王国とフランス王国の思想家たちが、特に重要な役割を果たした。政治と経済の面では、三十年戦争でヨーロッパを二分した政治的宗教的対立がやみ、絶対主義王権と重商主義が確立した時期に当たる。

## 概要
「啓蒙」という言葉は英語でEnlightenment、フランス語でles Lumières、ドイツ語でAufklärungとなり、いずれも原義は「光で照らすこと」であるが、この言葉が啓蒙思想や運動をさして使用されるようになった時期は遅く、1751年にフランスで発行された「百科全書」にも、1755年にグレートブリテン王国で発行されたサミュエル・ジョンソンの「英語辞典」初版にもこの意味での記載は存在しない。ただしこのころにはすでに啓蒙思想を指しての語の使用自体は確認されており、「英語辞典」1775年版にはEnlightenmentの語にこの用法での記載が確認され、1780年代にはドイツ語圏でも普及し、啓蒙時代末期には広く使用される語となっていた。そしてこの原義の通り、理性と知識という太陽の光によって迷妄を吹き払い、世界を照らすという隠喩は啓蒙時代後期には非常に好まれ、広く使用された。

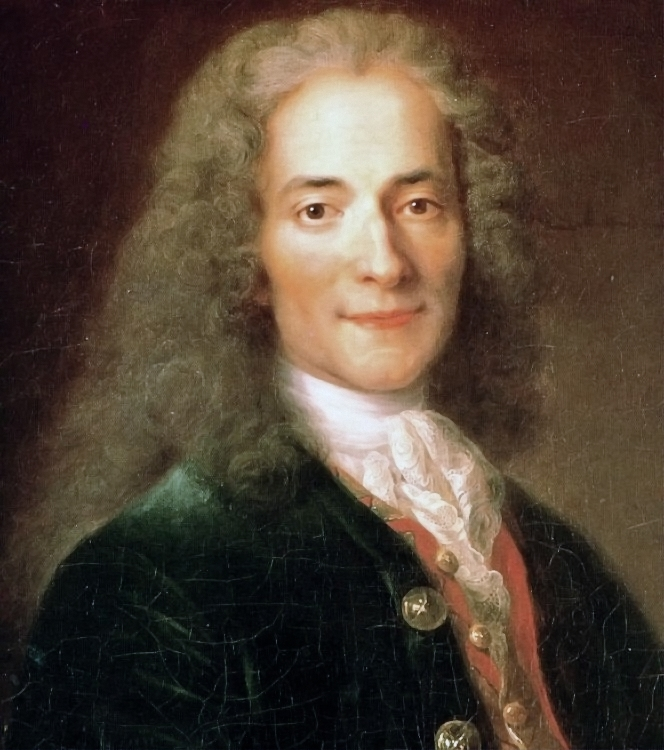
ヴォルテール

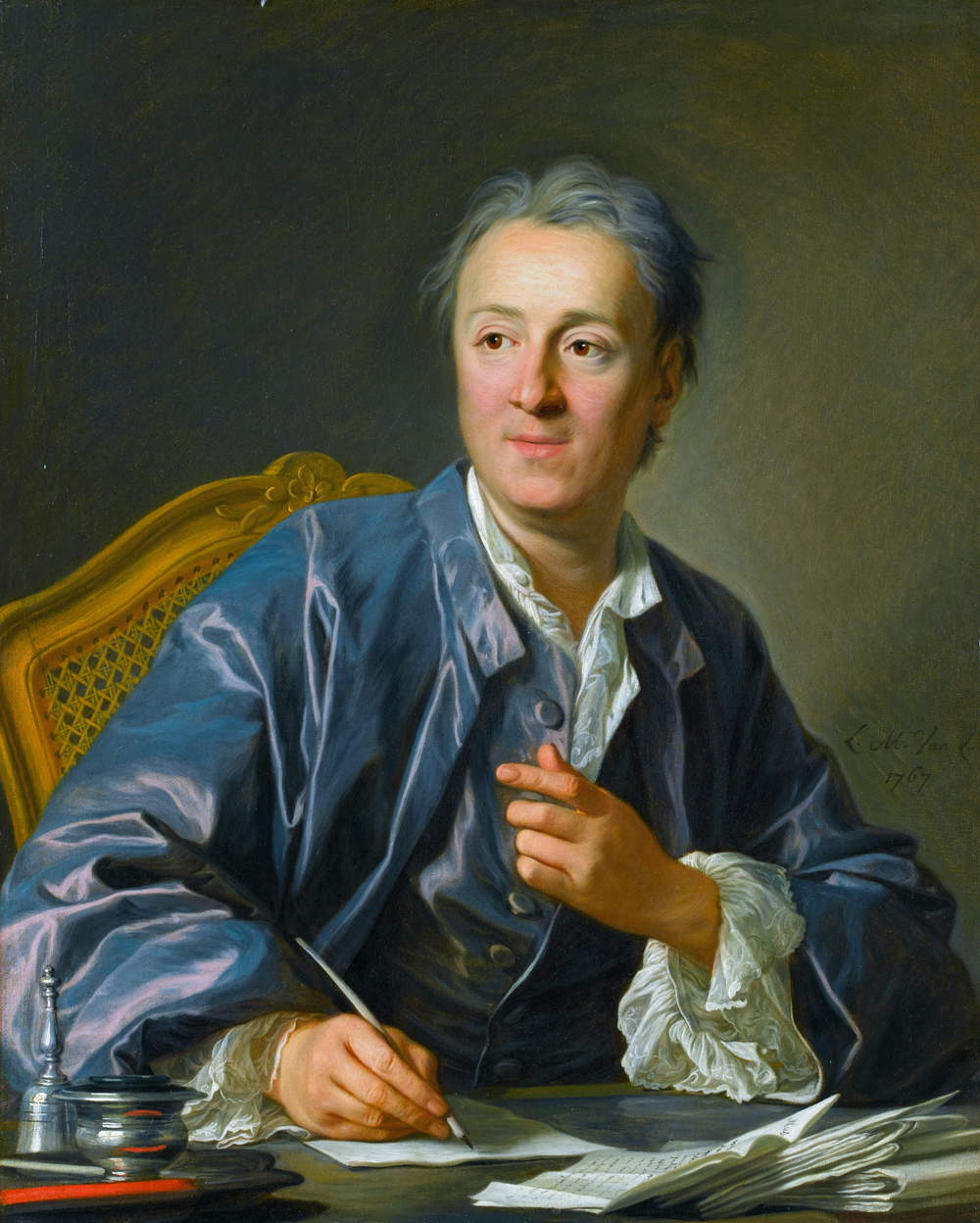
ドゥニ・ディドロ

この時代に活躍した思想家にはイングランドのジョン・ロック、スコットランドのデイヴィッド・ヒューム、フランスのヴォルテール、ドゥニ・ディドロ、モンテスキュー、スイスのジャン＝ジャック・ルソー、ドイツのヴィンケルマンなどがいる。汎ヨーロッパ的な影響という点ではやや劣るものの、啓蒙主義の流れはスイスやドイツにも及び、レッシングやモーゼス・メンデルスゾーンらもこの流れに属している。
中世に学問の中心であった教会や大学にかわり、フランス王立アカデミーや王立協会など各種の学会が、この時代には人文学、自然学ともに学術の中心となった。
またこの時代には印刷物の普及により、前時代にまして大量の読者層が出現した。イングランドではジョゼフ・アディソンの文芸批評誌『タトラー』、『スペクテイター』などが発行され、イングランド内外で広く読まれ、文芸および美術批評に影響を与えた。フランス王立絵画彫刻アカデミーがルーヴル宮殿で不定期に行った会員の展覧会、通称サロンとその紹介および批評であるディドロの『サロン評』もまたこの時代の美術思想へ大きく影響した。しかしもっとも深甚な影響を与えたのはヨハン・ヨアヒム・ヴィンケルマンの『ギリシア美術批評論』『古代人模倣論』であろう。これはルネサンス期にヴァザーリが提唱した古代を最上視する歴史観を提唱しつつ、古代の作品の可視的な形式ではなく、その形式に結晶した古代人の精神、すなわち「古代の自然（本性）」を模倣とすることを提唱した。この著作は絶対主義王権のもとで次第に社会的規制が強化されていく西ヨーロッパ社会において、多国語に翻訳され、広範な感激を呼び起こした。
またヴィンケルマンは、ルネサンス、バロックの時代には、ほぼ同一視されていた古代を、ギリシアとその模倣であるローマに分けることを提唱し、ギリシア人の精神のみが範例とされるべきであると主張した。
一部の研究者は、この区分を自らをローマ帝国の精神的後継者とみなしていたフランス宮廷とその文化に対する批判であるとみなし、またルソーとともにヴィンケルマンを、フランス革命に至る旧体制への批判の先駆者とみなしている。
啓蒙時代のフィロゾーフ（哲学者）たちは宗教を理性のもとで理解しようとする傾向があり、理神論的な考え方が強くなった。宗教的寛容は重視され、この考えはやがて思想の自由や言論の自由へとつながっていった。一方で宗教的寛容の重視はカトリック・プロテスタントを問わず宗教界からの敵意を招き、こうした保守的な聖職者たちは反啓蒙の中核をなした。

## 交流の増大
この時期に長距離の国際貿易はより一層発展し、清やアメリカ大陸など遠隔地の物品がヨーロッパに流れ込むようになった。遠隔地との交易を担当するハドソン湾会社やオランダ東インド会社・イギリス東インド会社のような勅許会社が多数設立され、流入する物品は他地域への興味を増大させた。特に中国をはじめとする東アジア地域との交流の拡大は、シノワズリと呼ばれる中国趣味の美術様式を生み出し、ロココ様式とも結びついてヨーロッパの美術に大きな影響を与えた。
またこの時期には主に海洋において探検航海が多く行われ、なかでもジェームズ・クックの太平洋航海は大きな成果をもたらし、太平洋の海域地理はほぼ明らかになった。
一方で、大航海時代以来ヨーロッパが接触するようになった他地域の文化、アメリカやアフリカ、オセアニアの民族は、キリスト教中世においては絶対視された人間と自然の間の懸崖への確信を動揺させ、自然と人間の関係を再考させるとともに、その中間段階として理論的に構想された、社会を作る以前の段階にある「自然人」 (homo naturalis)の概念を生み出す一因ともなった。また、特に大西洋交易において奴隷貿易は大きな富を生み出していたが、啓蒙時代末期になるとアメリカ北部の一部の州で奴隷制が廃止されるようになり、またイングランドでは奴隷貿易の反対運動が始まっていた。しかし社会構造の大きな転換を伴うことから、啓蒙思想家の多くは奴隷制に批判的だったもののその中で廃止を求めるものはほとんどいなかった。

## 進歩の思想と新旧論争
古典古代以来、過去を黄金時代とみなし、人類社会は栄光と衰退を循環するという見解が主流となっていた。この考え方に従えば、ルネサンスによって再び黄金時代を迎えた社会はやがて衰退することになる。一方、ルネサンス以降の学芸、技術の発展は、西ヨーロッパ人に現時点の自らが文明の極にいるとの観念を抱かせた。いわゆる「未開社会」との接触もそのような世界観に寄与した。こうして人類や社会は過去から未来に向かい絶えず改善されていくという「進歩」の概念が登場し主流となったが、古くからの概念もまた残存していた。17世紀末にフランスに始まったいわゆる新旧論争、「古代人・近代人対比論争」は、このような対立する見解が、自らの立場を立証するため、古今の例を引いて行った文明論の側面を持つ。この論争自体は古代人、すなわちギリシア・ローマ人と近代人すなわち17世紀から18世紀の西ヨーロッパ人のどちらが優れているかという最初から結論の出しようのない問題を扱っており、論争が再燃するたびに、この点では古代が優れ、かの点では近代が優れるという、玉虫色の決着で論争が下火になるという経過をたどったものの、そのつど主題を変え、またフランスからヨーロッパ各地に飛び火して、都合100年ほどに渡ってヨーロッパ思想界の大きな問題のひとつとなった。
新旧論争のきっかけとなったのはシャルル・ペローの称詩「ルイ大王の御代」である。ルイ14世の病気快癒を祝うこの詩のなかで、ルイ14世の治世は、古代ローマのアウグストゥスの時代をしのいで優れていると述べられる。アウグストゥスの治世下とはウェルギリウスやオウィディウスといったラテン文学を代表する詩人を輩出した時代であり、当時の価値観では古典古代の最盛期とみなされていた。ペローは、自らの時代のフランス文化がそれに勝る、いわば人類文化の精髄であると述べたわけである。この一行限りの言及に、激しい反発を示したのは、皮肉にも詩において称えられた当代の知識人であった。フランス宮廷は、古代こそが優れており近代はそれに及ばないとする古代人派と、近代は古代の文化水準を凌駕しているとする近代人派に二分された。
このとき主に取り上げられた領域は思想や文芸であったが、絵画における色彩論争や音楽におけるブフォン論争も、古典的規範を遵守した作品と、当世風感覚を追求した作品のどちらに優位を与えるかを争う点で、新旧論争の変形と考えることが出来る。

## 百科全書派

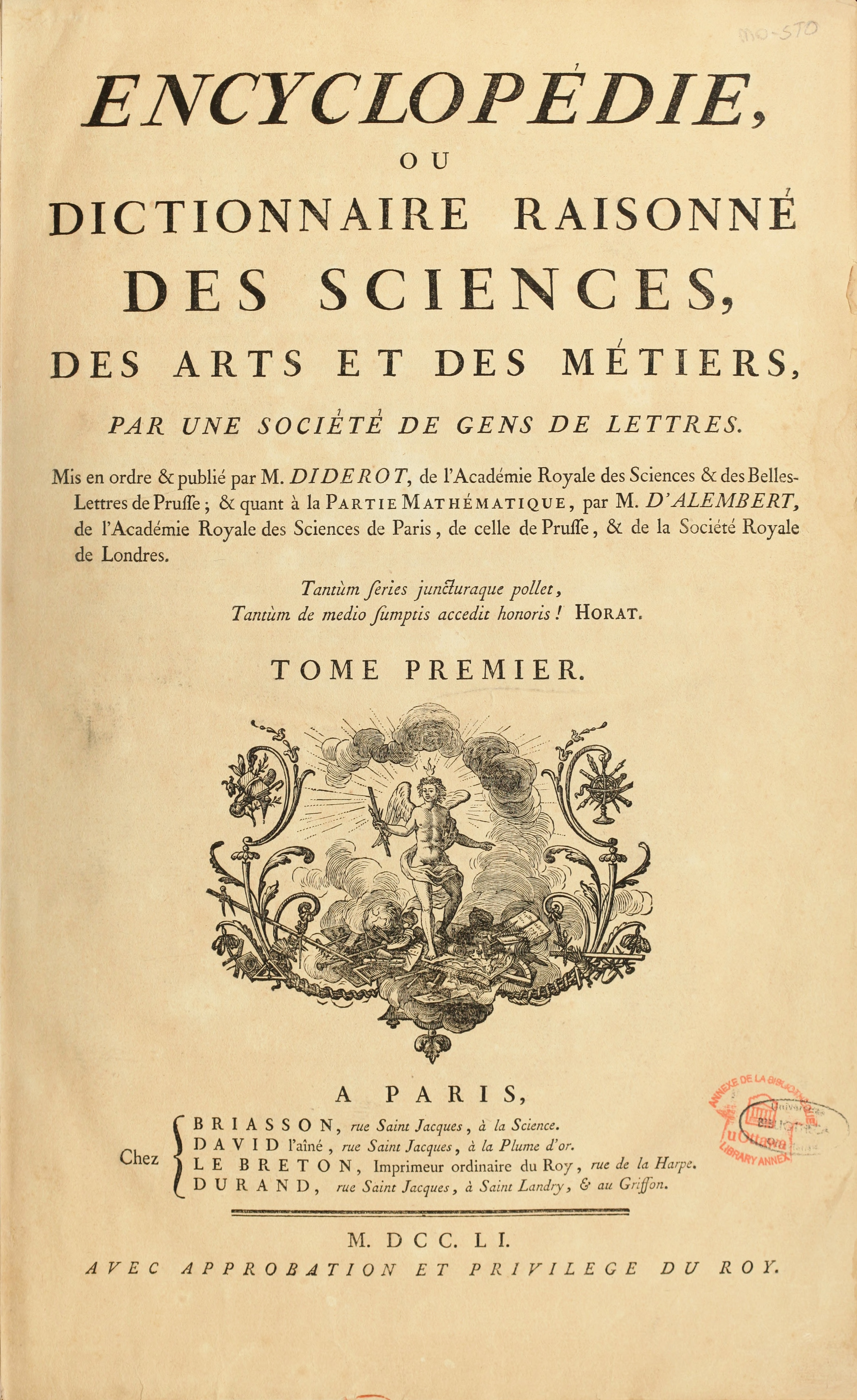
『百科全書』表紙

フランス思想界の最も大きな業績はディドロが主宰し1751年から1772年にかけて出版された『百科全書』である。この書以前にもイギリスのイーフレイム・チェンバーズが1728年に「サイクロペディア」を出版しているように百科事典の試みはあり、アルファベット順の項目配列も主流となりつつあったが、それはいずれも個人によって計画されたものであり、一流の学者たちがそれぞれ専門分野において寄稿を行い、それを集積して一つの巨大な事典を作るという共同作業であるディドロの百科全書とは一線を画している。また「アンシクロペディー」の語も、この時案出されたものである。「輪にする」と「教育」を組み合わせたこの語は、当時の学術の各分野の専門知識をひとつの書物に結集するという試みを表すものであった。
この理念の通り、百科全書ではそれまであまりとりあげられてこなかった技術分野にも光を当て、専門的な工業技術を断面図などを含む図版で示し解説した。百科全書編纂はディドロのほか、ダランベール、デュボワといった当時のフランス最高の知識人の共同作業であり、当時はまだディドロと不仲にはなかったルソーも加わっている。これらの知識人は百科全書派と総称される。この百科全書はフランス社会に衝撃を与え、1752年と1759年の二度にわたり一時禁書指定を受けたりしたものの、全体としては大成功をおさめた。商業的にもヨーロッパ全体で24000部を超えるベストセラーとなったうえ、この書物は各国の知識人層に衝撃を与えた。
1768年には現在も続くブリタニカ百科事典がエディンバラで発行されたように、以後各国においてもこのスタイルを踏襲した百科事典が盛んに編纂されるようになった。

## 典雅さの世紀

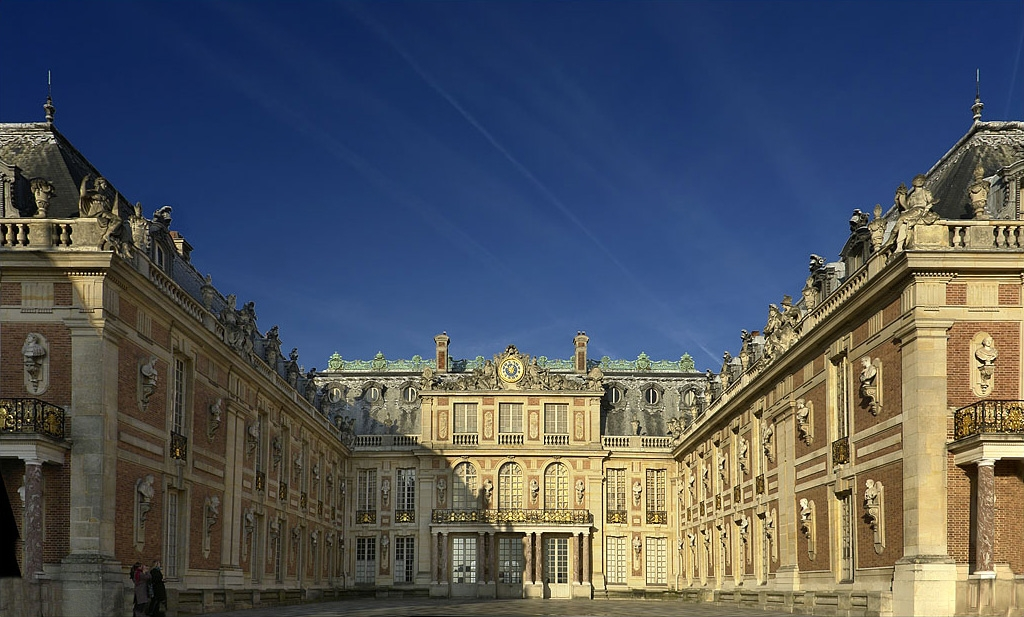
ヴェルサイユ宮殿

絶対王権主義のもとで、文化における宮廷の比重は増した。最も典型的なものはルイ14世のフランス宮廷、とりわけヴェルサイユに造営した離宮での宮廷文化である。すでに啓蒙時代に先立ち、フランスでは洗練と才気を重んじるプレシューズ（才女たち）の主宰するサロンを中心とする文化が存在しており、サロンはこの時代にも文化の発信点であったが、その最大のものがルイ14世のヴェルサイユ宮殿であった。ヴェルサイユ宮での王の生活は、起床から就寝までが事細かに規定され、多くの謁見者に取り巻かれた儀式的、演劇的なものであった。そのような王の生活のいわば典雅な装飾として、文芸、音楽、美術、その他あらゆる領域の芸術が動員された。王自身も芸術に強い関心をもち、自らの宮廷の芸術のありようについて細かに指示をした。ヴェルサイユ宮の庭園も王自身の設計になるものであり、「王が最も推奨する散歩の順路」があったほどである。ルイ14世は、後のパリ・オペラ座の母体となる劇場「アカデミー・ロワイヤル・ド・ミュジーク」を設置し、ピエール・ペラン台本による『ポモーヌ』を皮切りに、フランス・オペラの発信地としていった。またモリエールの死後、モリエールの一座を他の有力劇団と合併させ、王立劇団であるコメディ・フランセーズを組織。ラシーヌ、コルネイユ、モリエールらの書いた戯曲を宮廷で上演させた。
フランスはいわば西ヨーロッパの文化の中心となり、各地の宮廷ではフランス宮廷に倣って、その文化を移入した。一方で宮廷に直接関係のない市民階級のなかからは、市民的美徳を賞揚する作品も現れた。ルソーの『新エロイーズ』や、ドイツのレッシングの家庭劇などはその一例である。レッシングは啓蒙主義的な批判精神に基づいて『ハンブルク演劇論』を記し、フランス古典演劇を批判すると共に、新古典主義演劇が範とするアリストテレスの演劇理論に対し新たな解釈を試みた。

## 啓蒙の拠点と思想の伝達
こうした啓蒙思想の伝達は、さまざまな場所で多様な手段によって行われた。市井での啓蒙思想の拠点となったのはコーヒーハウスやカフェである。こうした店は誰にでも開かれており、多様かつ雑多な人々の間で盛んに議論が行われた。フランスでは主に貴族の女性によってサロンが多く開かれ、文学者や哲学者などさまざまな人々が社交を行うなかで思想が育っていった。これらの場所において活発化した学者や文人の交流は、やがて「学問の共和国」と呼ばれる知識人達の連帯意識を深めていった。
この時代には印刷物や書籍の生産も盛んとなり、廉価な本の生産が増えたことで庶民が書物に物理的に触れる機会も拡大した。17世紀末以降文化・政治評論を行う雑誌がヨーロッパ大陸で発行されるようになり、18世紀に入るとイギリス・フランスを始め各国で新聞・雑誌が盛んに発行されて、ジャーナリズムが力を持ち始めた。こうした新聞雑誌はコーヒーハウス等に備え付けられ誰でも読むことができ、いわゆる世論の形成と成立に大きな役割を果たした。のちにドイツの哲学者ユルゲン・ハーバーマスはこの新聞雑誌とコーヒーハウスという場から、この時期にいわゆる公共圏が成立したと主張している。上流階級では読書が習慣化し、文人がパトロンに頼らず市場向けに文章を書いて生計を立てることも一般化したが、経済的にはいまだ十分な収入を得ることは難しく、パトロンの庇護下で活動する知識人も多数存在していた。また、この時代はすでに1695年に検閲が廃止されていたイギリスを除きどの国家でも検閲が存在し、印刷物の発行停止は珍しいことではなく、表現の自由も確立していなかった。啓蒙時代を代表する書籍である「百科全書」ですら2度にわたり発行禁止命令が下されている。

## 科学研究
前時代にあたる17世紀前半の科学革命を受けて、この時代にも引き続き科学研究は発展していった。1662年に設立されたロンドンの王立協会や1666年に設立されたフランスのフランス科学アカデミーの成功を受け、この時代にはヨーロッパ諸国において相次いで学会が設立された。こうした動きは各国の中央だけでなく、地方にも及んでいる。王立協会は私人の集団であり、国庫からの補助はなく会員からの拠出金で運営されていたのに対し、科学アカデミーは国立施設であり、国費によって運営が行われていたため、影響を受けた諸国でも運営主体は2種に別れ、英米では市民による私設学会が、ヨーロッパ大陸では王や政府による国立アカデミーが主流となった。アカデミーは学者や芸術家に年金を支給して生活上の保護を与え、あるいは会議を開催したり年報を刊行して発表の場を与え、また懸賞金をかけて特定の主題を提示し論文を募集し、学芸の振興を図った。ルソーが出世作『学問起原論』を発表したのはディジョンのアカデミーの懸賞論文がきっかけであった。ただしこうした財政援助を受けることができるものは少数に過ぎず、大多数の研究者は科学研究によって生計を立てることはできなかった。科学者はいまだ職業ではなく、また大学は科学に学位を与え評価するようなカリキュラムには全くなっておらず、この時代の科学の発展とはほぼ無縁だった。
科学の大衆化がはじまり、一部好事家のものから一般市民にも門戸が広がり始めたのもこの頃のことである。特にイギリスやフランスにおいてはそれが顕著で、科学の公開講座や啓蒙講演には多くの聴衆が集まり、科学実験は一種の見世物として多くの観衆を集め、愛好家は自宅で簡易な実験を楽しむようになった。この時代の科学の大衆化と見世物化を象徴するのが、1783年にパリとその他の都市で行われた気球の飛行実験であり、モンゴルフィエ兄弟の熱気球、ジャック・シャルルとロベール兄弟によるガス気球とも、身分の高低や見識の有無にかかわらず、観衆に熱狂をもたらした。啓蒙思想の元で、自らの収集した文物や動植物標本などの貴重な資料を市民に向けて公開する、いわゆる博物館の創設もこの頃から本格化し、1759年にはハンス・スローンから遺書によって寄贈された膨大なコレクションを元に、ロンドンにて大英博物館が開館した。
前世紀のフランシス・ベーコンによって成立した技術のための科学という思想は、この時代にはさらに強まっていた。科学の実用技術や社会への応用が志向され、科学は宗教から分離し始めた。また、啓蒙時代後半にはイングランドにおいて各種技術の改良が始まり、産業革命の幕が上がり始めていた。一方で、この時代の新技術はあくまでも優れた職人や個人の探究心によって成立したものであり、科学的発見と結びついた発明はほとんどみられない。科学的発見が直接技術の進歩に結びつくようになるのは19世紀後半まで待たねばならなかった。

## 絶対王制と君主制の揺らぎ

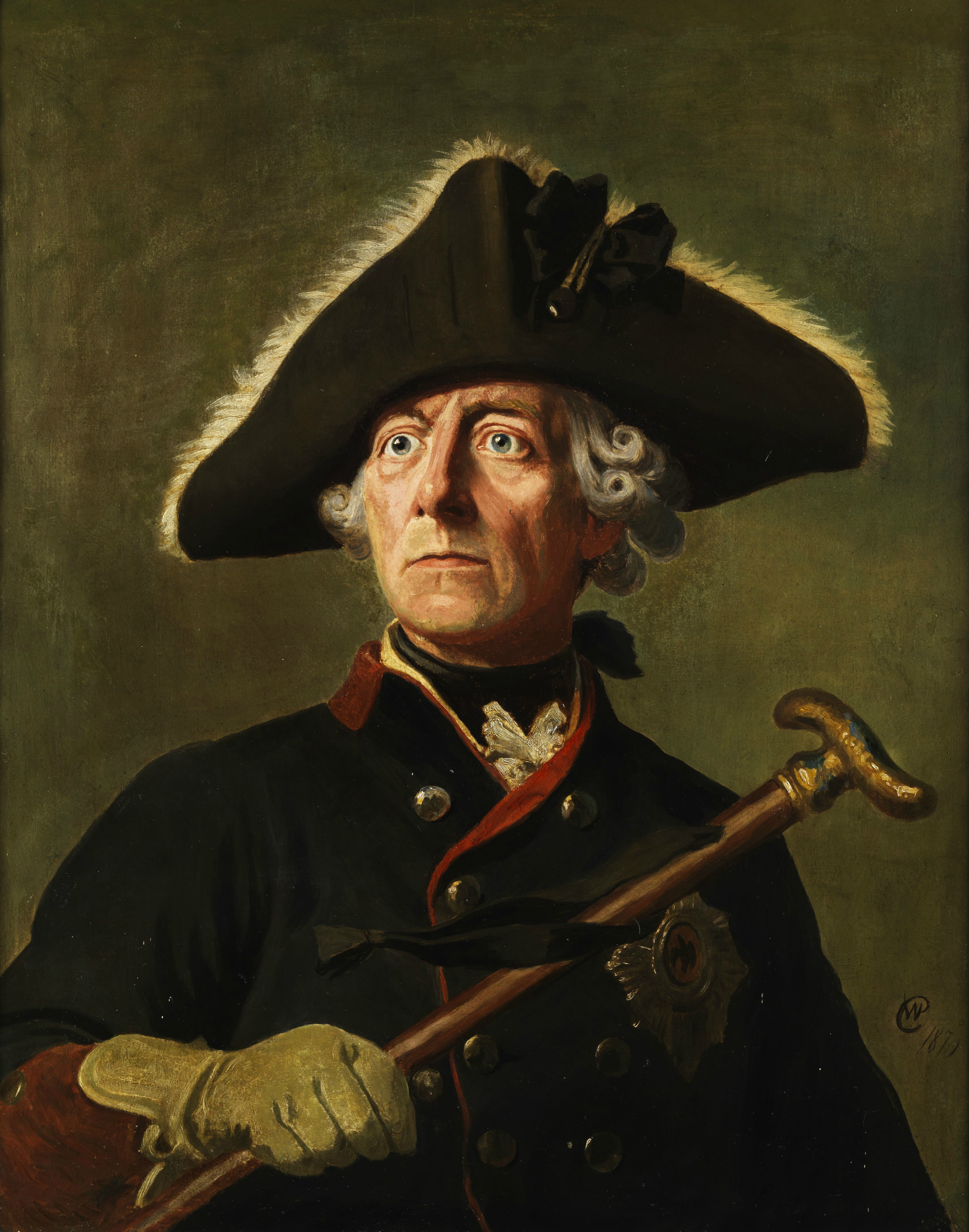
プロイセン国王 フリードリヒ2世

この時代は前代に引き続き、政治的には絶対王政の時代にあたる。フランスのブルボン朝に代表され、フランスの成功をみた各国には、自らの国内で既存勢力に対して君主権力を確立し、また国力を増すため、啓蒙思想を政治実践に取り入れようとする君主が出た。これを啓蒙専制君主といい、プロイセンのフリードリヒ2世やオーストリアのヨーゼフ2世、ロシアのエカチェリーナ2世が著名である。こうした大国以外でも、トスカーナ大公国のレオポルド1世やバーデン辺境伯カール・フリードリヒなどがこうした改革を行い、一定の成功を収めている。さらにフランスのような当時の先進的な大国においても、重農主義者を中心に合法専制主義と呼ばれる上からの啓蒙を目指す一派が存在し、バーデンの改革などに影響を与えている。
また啓蒙思想の影響を受けて、ヨーロッパ全域において王権の性格には変化が見られるようになった。王権における古い儀式や儀礼は廃止される傾向にあり、また権威をあまねく示すための国内巡行も行われなくなっていった。一方で中央に壮麗な宮殿を建築し、王の権威を視覚的に示すことはこの時期特に好まれ、オーストリアのシェーンブルン宮殿やプロイセンのサン・スーシ宮殿、スペインのマドリード王宮のような豪華壮大な王宮が建設・改築されている。これはフリードリヒ2世の「君主は国家第一の下僕」という言葉で代表されるように、君主は国家のために尽くす存在であるべきという考えが一般的になってきたことと呼応している。
しかし啓蒙思想自体は、あらゆるものを悟性の光のもとに見ようとする思想であり、国家権力の絶対化を志向する啓蒙専制君主とは、本来相容れない方向性を持っていた。フリードリッヒ2世が文通によって親交を保っていたヴォルテールをサンスーシ宮殿へ招いたものの、数日で二人の仲は決裂するに到ったことは、その典型である。ディドロはエカチェリーナ2世から年金をもらっておきながら、「啓蒙された君主は絶対君主よりももっと悪い。それは啓蒙専制が専制のこわさを忘れさせるからである」と述べている。また、こうした改革は失敗に終わる場合も多かった。ヨーゼフ2世はかなり積極的に啓蒙主義的改革を実施したものの国内から激しい抵抗を受け、生前もしくは1790年の死後に、その改革の多くは撤回されている。やがてフランス革命の勃発とその他国への波及は、ヨーロッパ各国の君主に保守的な政策を取らせる方向へ働き、これによって啓蒙専制君主と呼ばれる類の君主は、主要な国には見られなくなった。
一方で、この時代には君主制の思想そのものに揺らぎが見られるようになった。絶対王政そのものが、衰退する封建領主と勃興する市民階級とのせめぎあいのなかで登場した過渡的な政治体制であり、一本化した行政や税システムを構築することができないなど、必ずしも絶対的な統治を確立できていたわけではなかった。さらにこの時代の最先進国のひとつであるイギリスでは、すでに17世紀末に名誉革命が勃発し、王権が後退して議会による統治が確立しており、ヨーロッパ大陸の啓蒙思想家たちにあるべき指針と見なされていた。絶対王政の思想的支柱は王権神授説であるが、これに対しジョン・ロックは「統治二論」において、君主と人民の契約による統治、いわゆる社会契約という説を唱えた。この説は名誉革命後の、とくにホイッグ党のイギリス統治の精神的支柱となり、さらにルソーはこれを発展させて1762年に「社会契約論」を発表した。こうした啓蒙思想は身分を否定し、自由と平等と言う理念を生み出し、市民のみならず一部の開明的貴族からも同調者を得て、フランス革命へとつながっていった。
フランス革命は啓蒙主義に大きな影響を受けており、その成果を多く取り入れていたものの、やがて革命が過激化し暴走することにもつながった。この革命は、啓蒙主義者・反啓蒙主義者ともに大きな衝撃を与えた。反啓蒙主義者は革命が起きたこと自体を啓蒙主義者の陰謀と見なしており、革命の暴走と恐怖政治を見てさらに衝撃を受けた彼らは、啓蒙に対しより激しい攻撃を加えるようになった。啓蒙主義者にとっても革命の暴走は衝撃的な出来事であり、革命後には大きな反動が起きることとなった。

## ギャラリー
啓蒙時代の主要人物

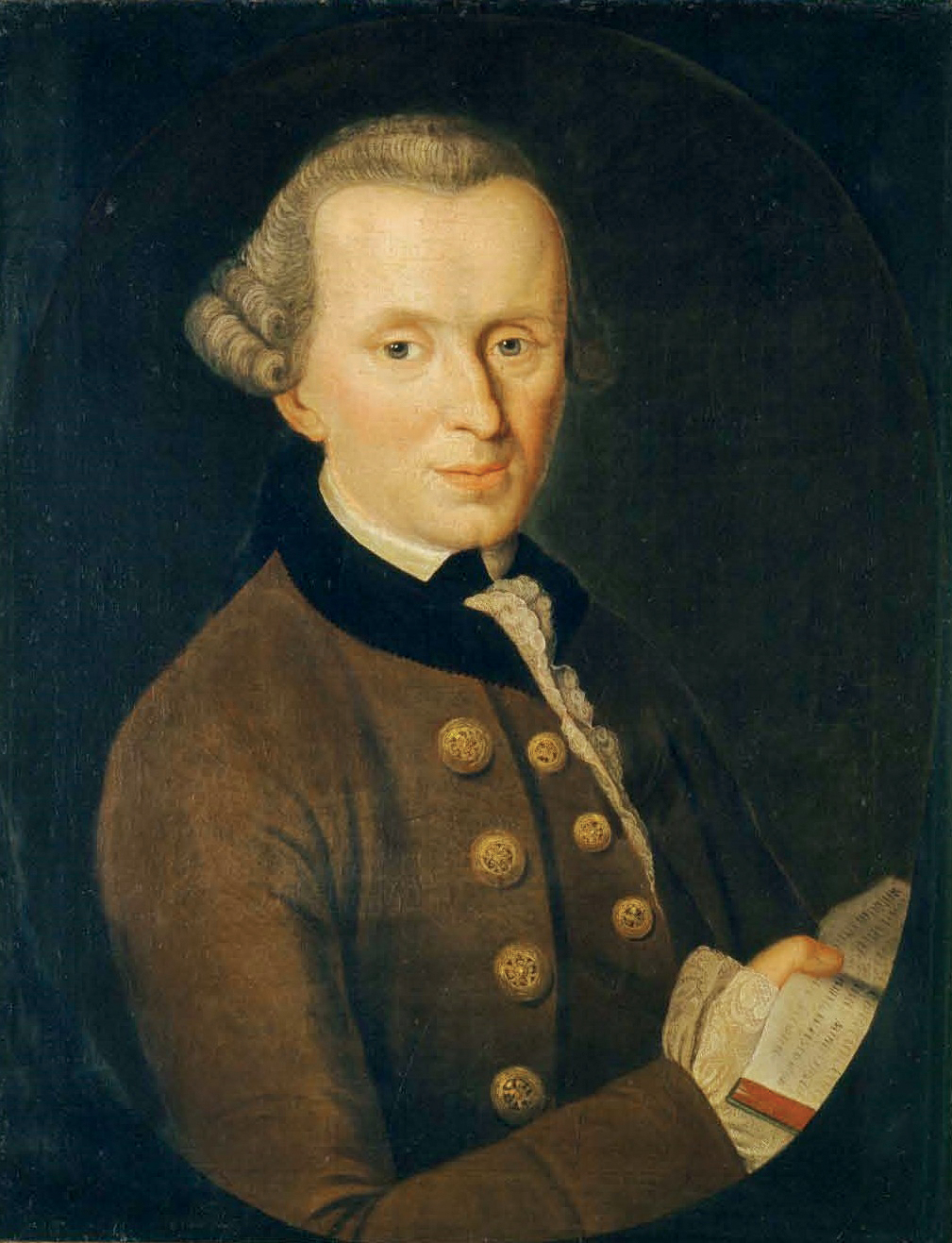
イマヌエル・カント（1724-1804）
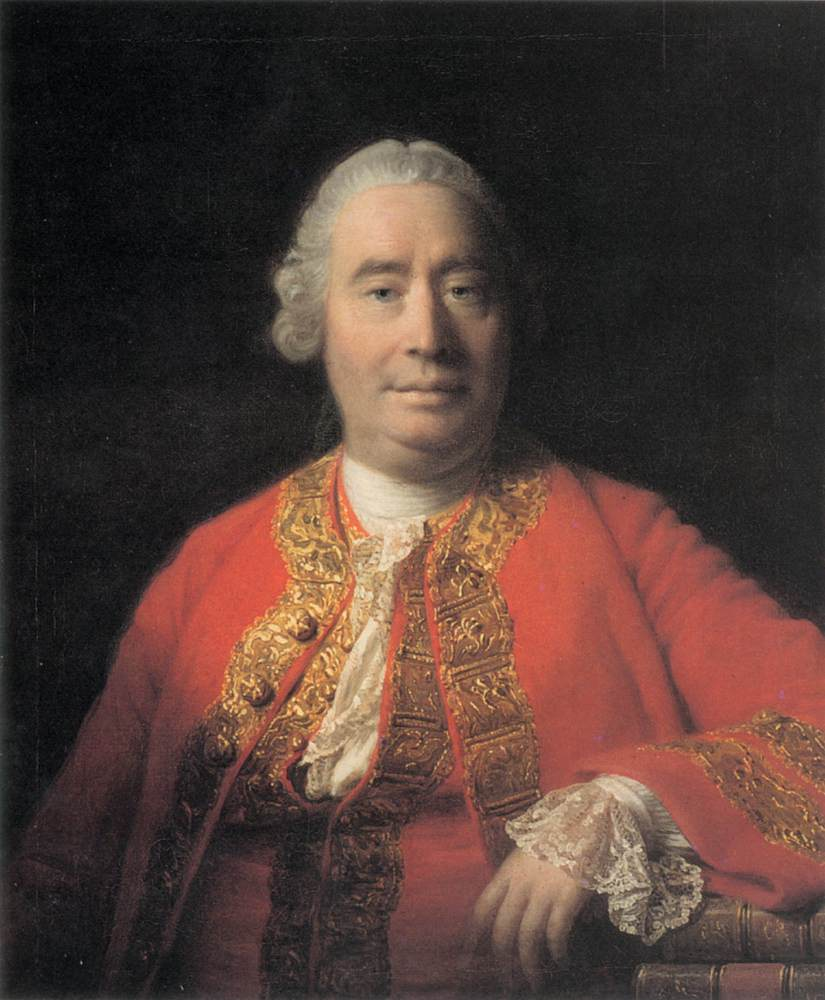
デイヴィッド・ヒューム(1711-1776) アラン・ラムゼイ画 1766 年。
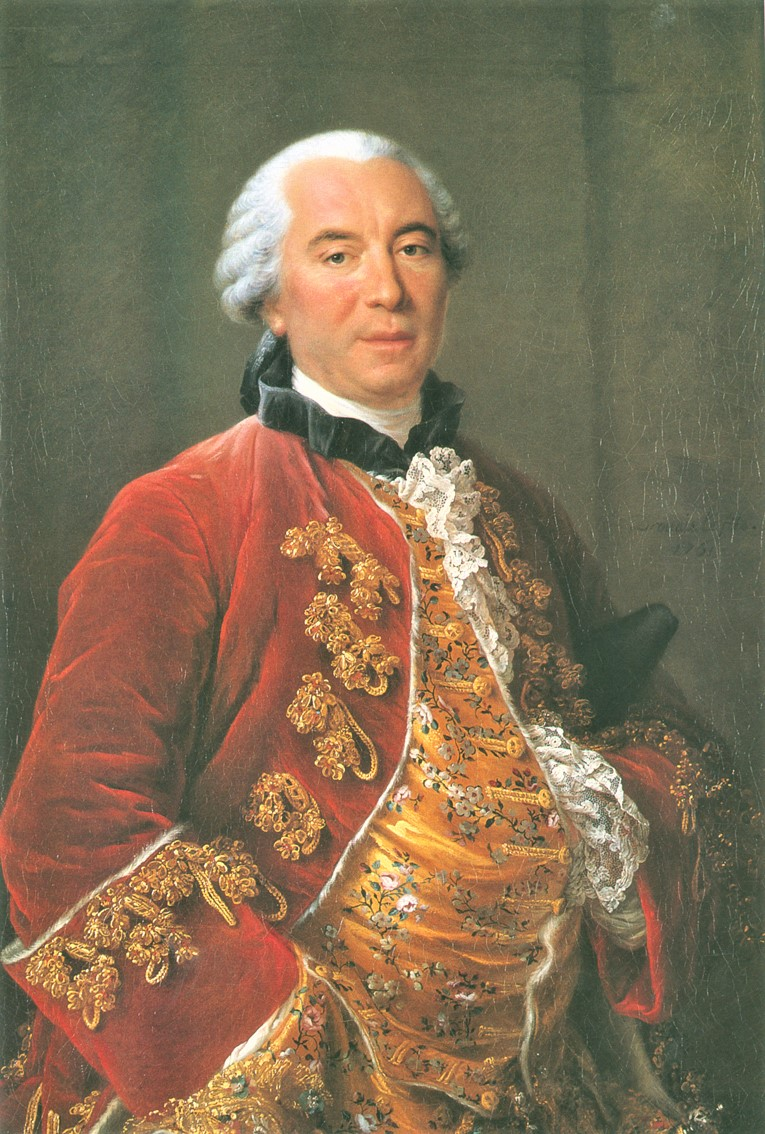
ビュフォン伯ジョルジュ＝ルイ・ルクレール(1707-1788) 1753年
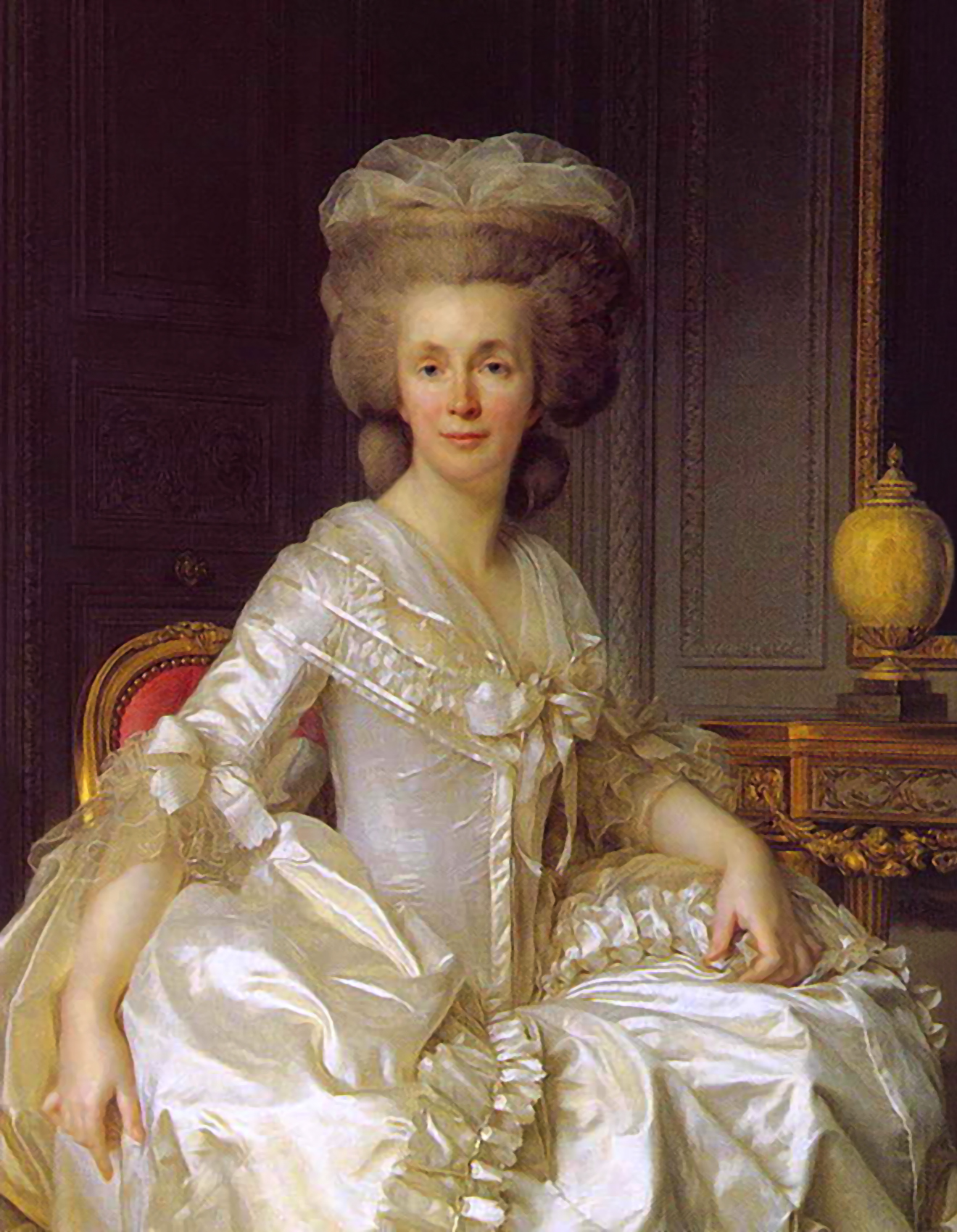
ネッケル夫人（英語版）(1739-1794)の肖像画
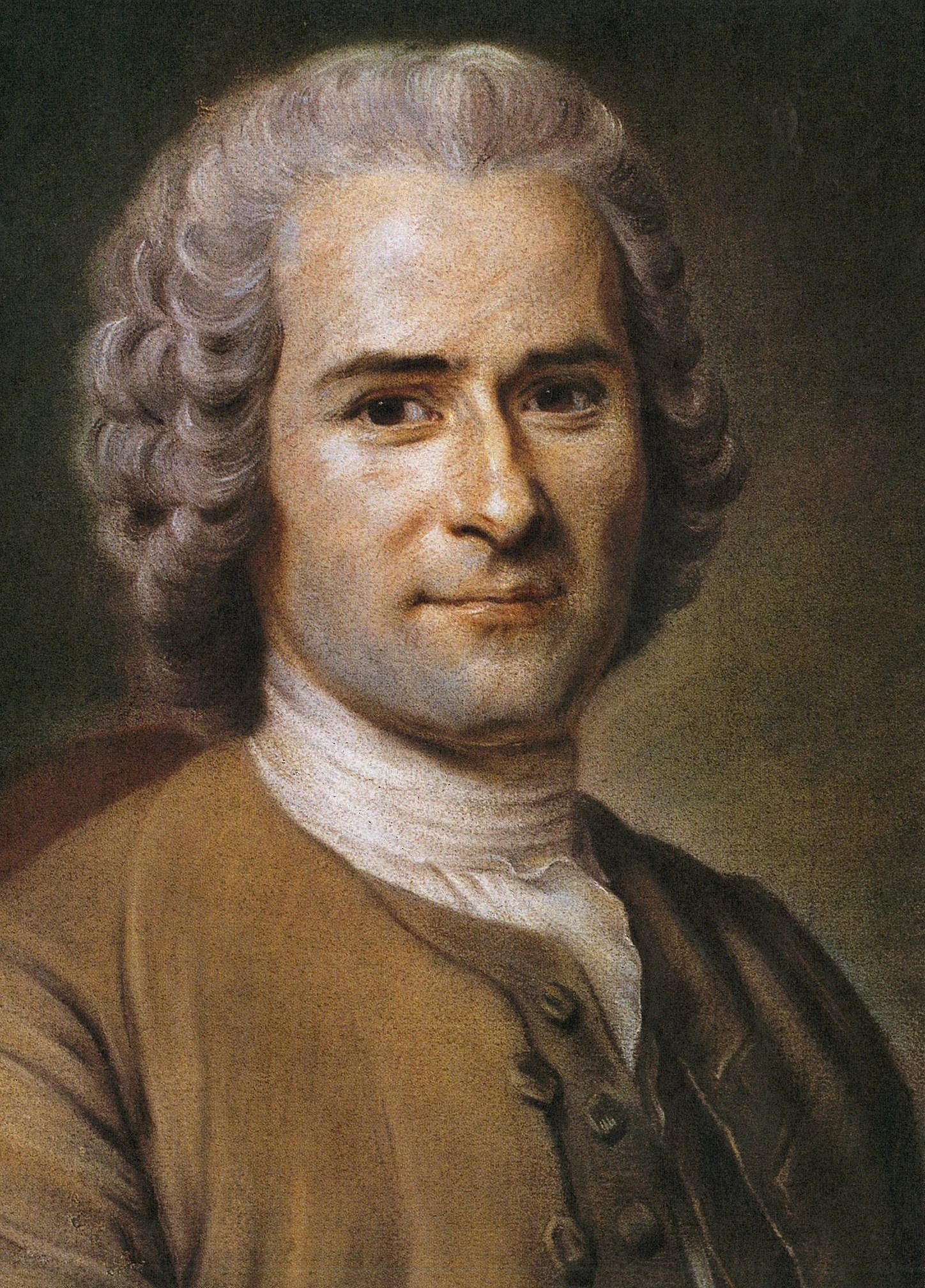
ジャン・ジャック・ルソーの肖像画、モーリス・カンタン・ド・ラ・トゥール画、18世紀、アントワーヌ・レキュイエ美術館蔵
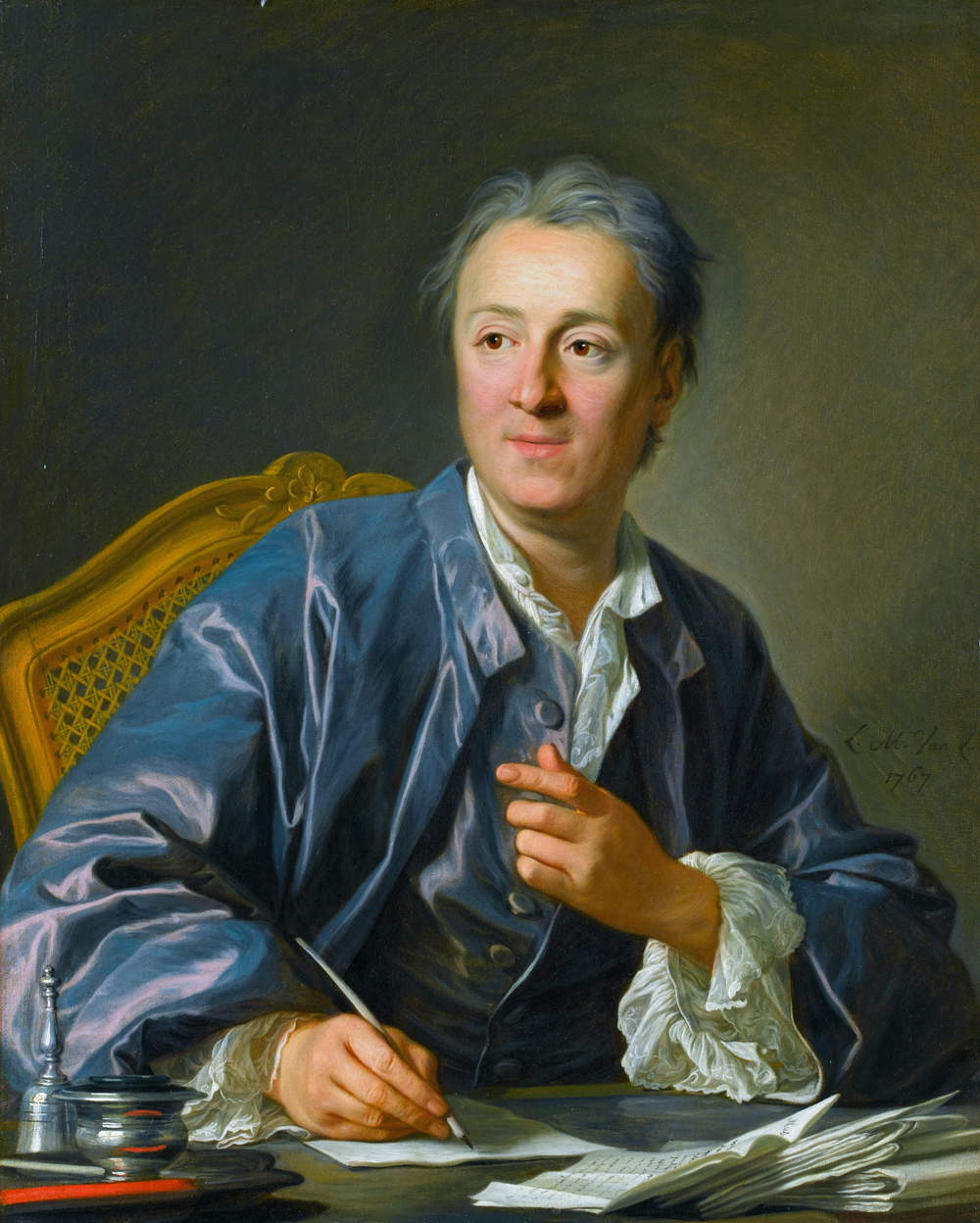
ドゥニ・ディドロの肖像画（1713-1784）
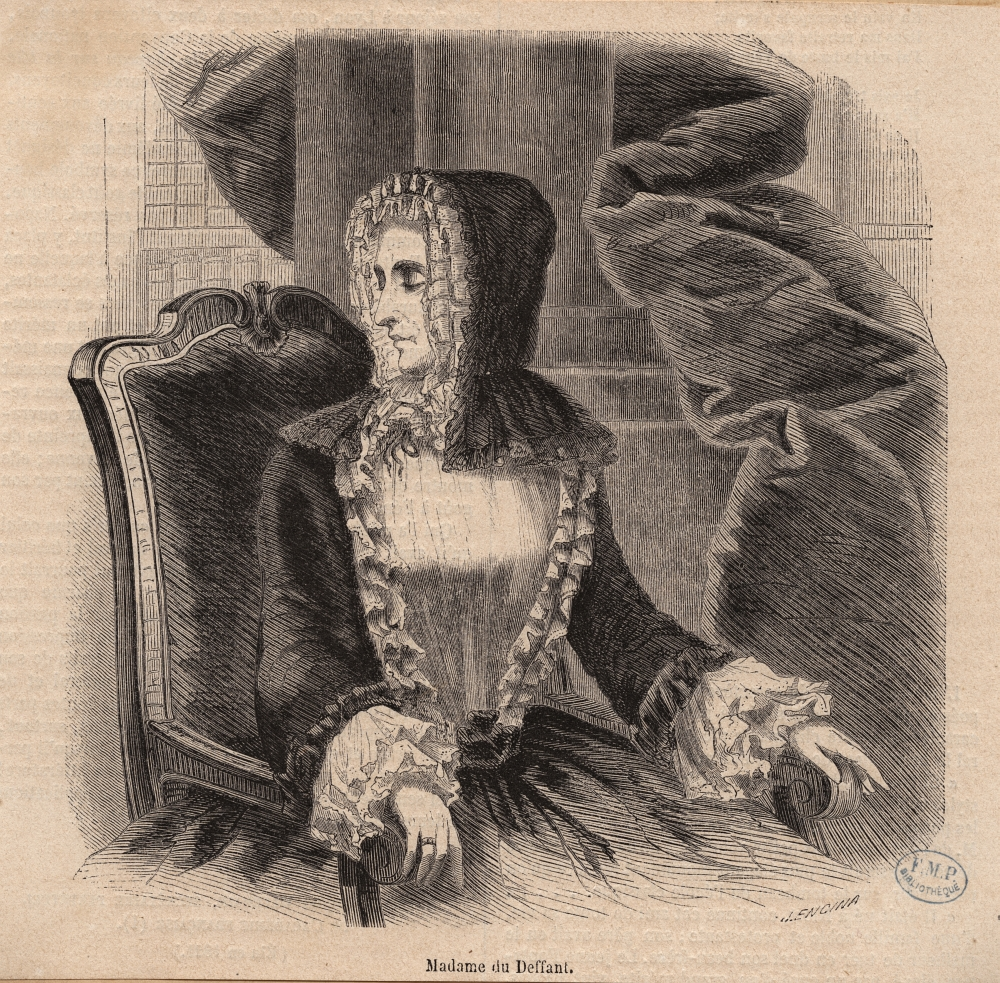
デファン夫人（英語版）(1696-1780)の肖像画
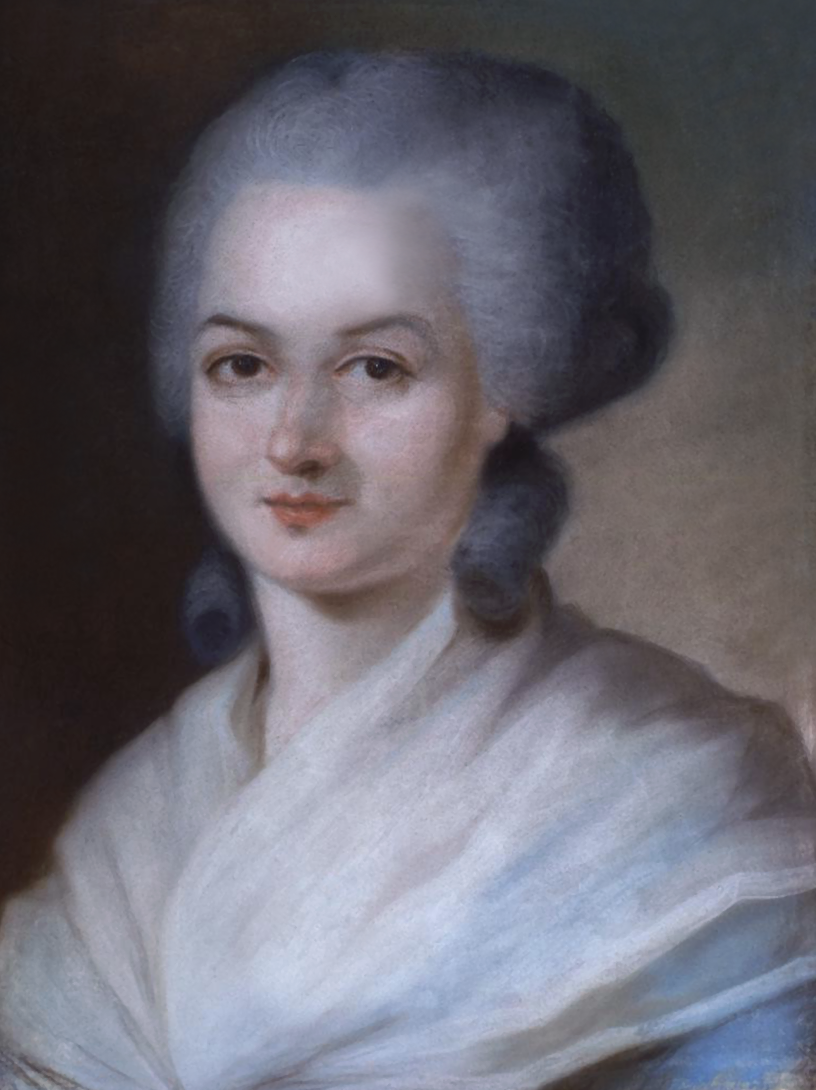
オランプ・ド・グージュ(1748-1793)の肖像画、アレクサンドル・クシャルスキ画
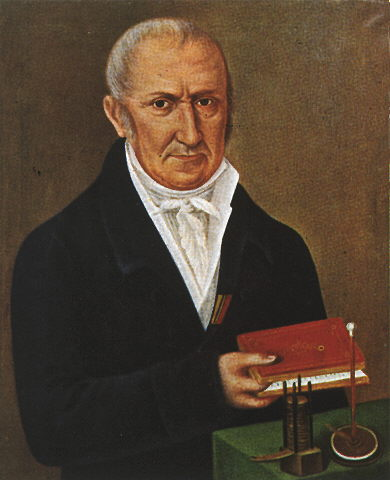
アレッサンドロ・ヴォルタ(1745-1827)の肖像画
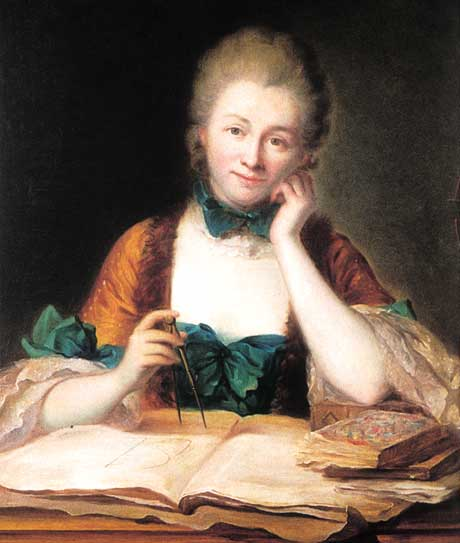
エミリー・デュ・シャトレ(1706-1749)の肖像画
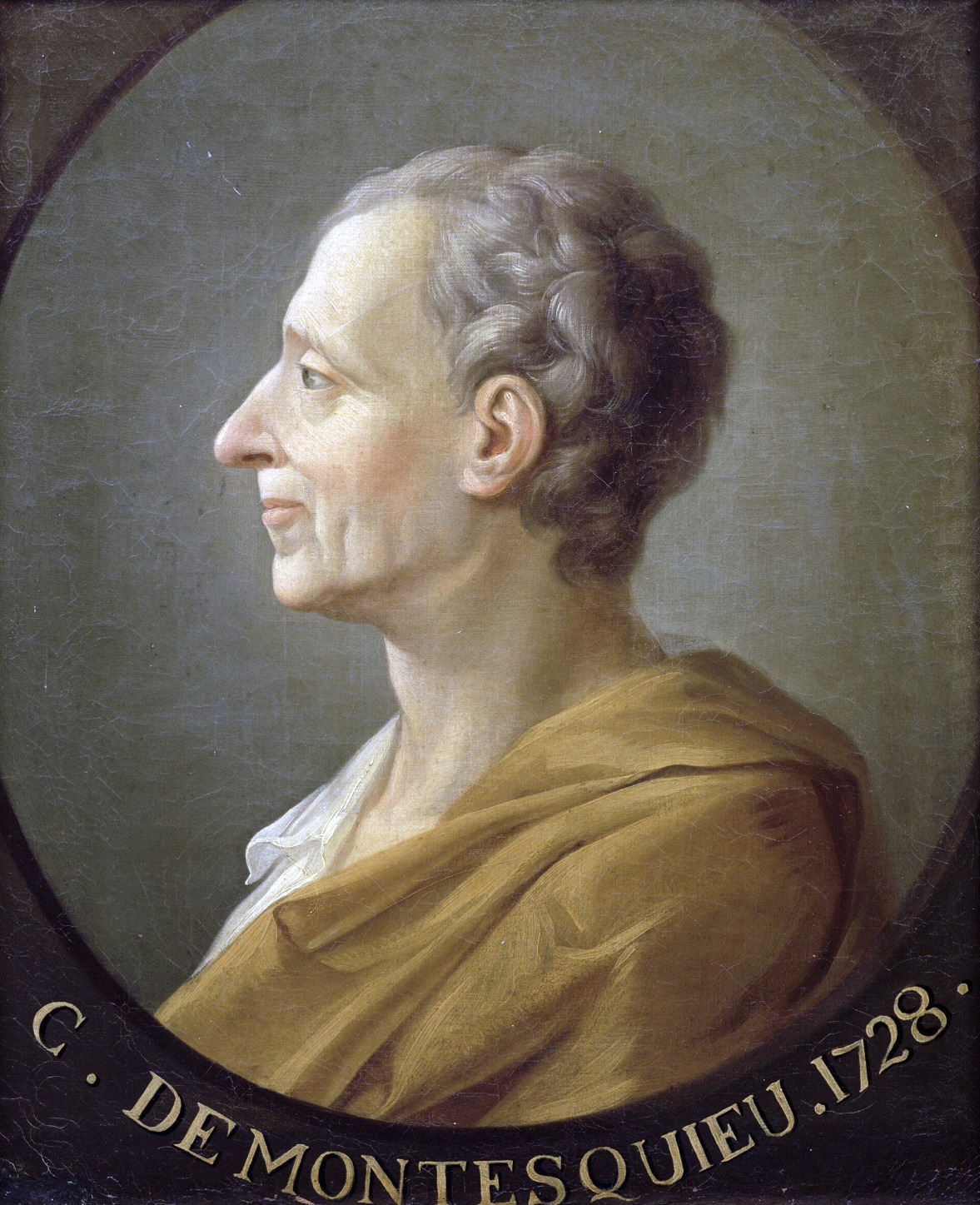
モンテスキュー(1689-1755)の肖像画
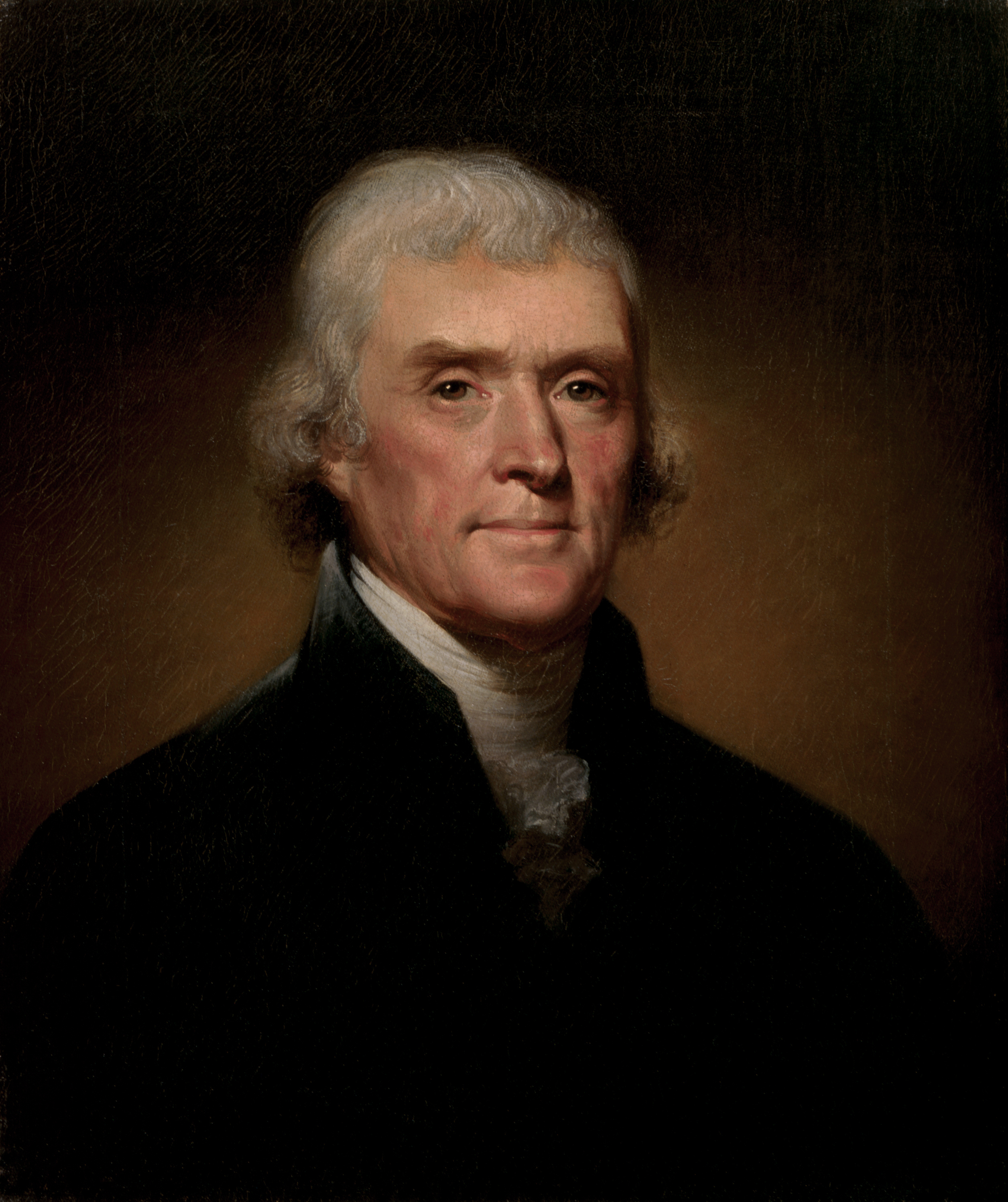
トーマス・ジェファーソン(1743-1826)の肖像画
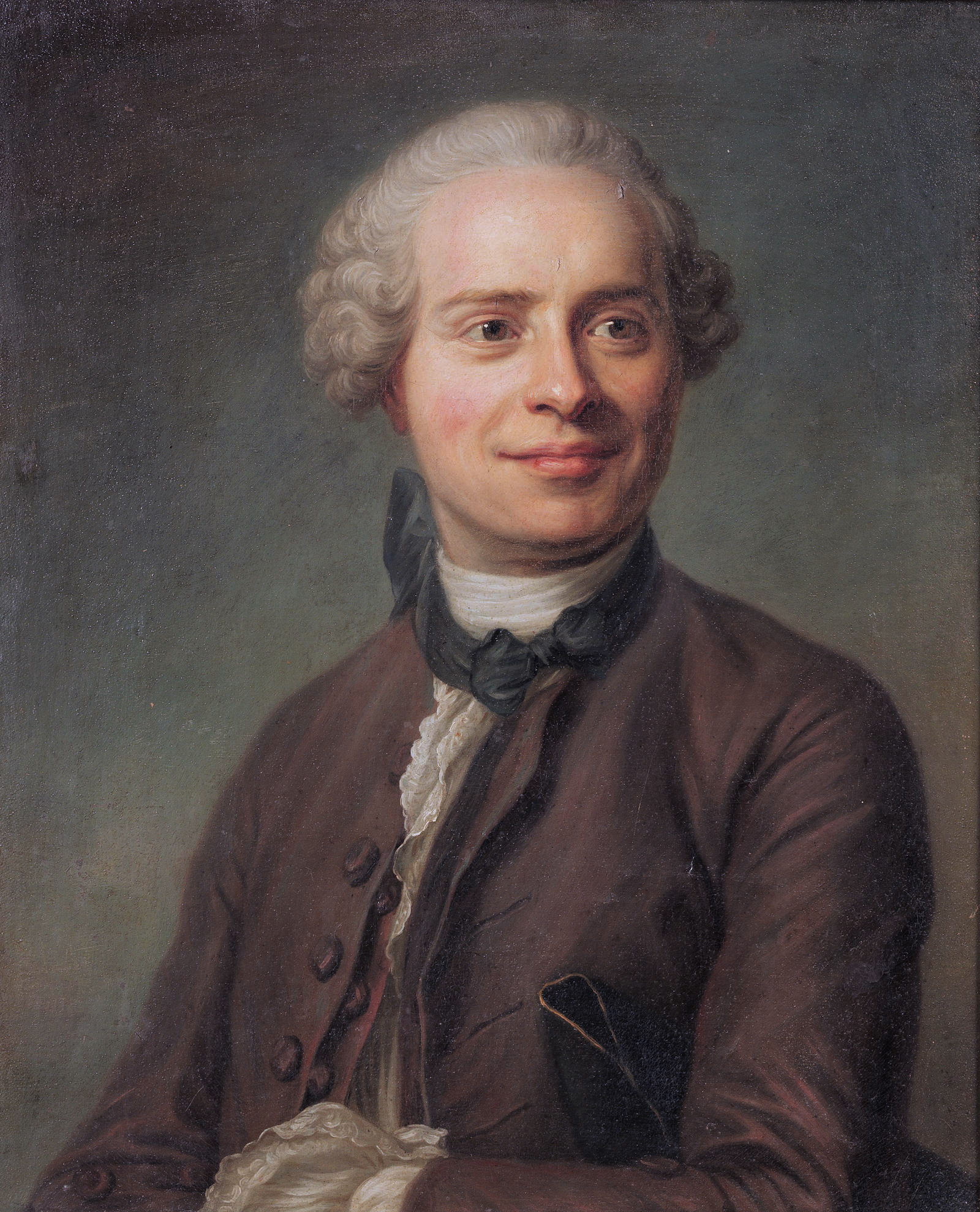
ダランベール(1717-1783)の肖像画
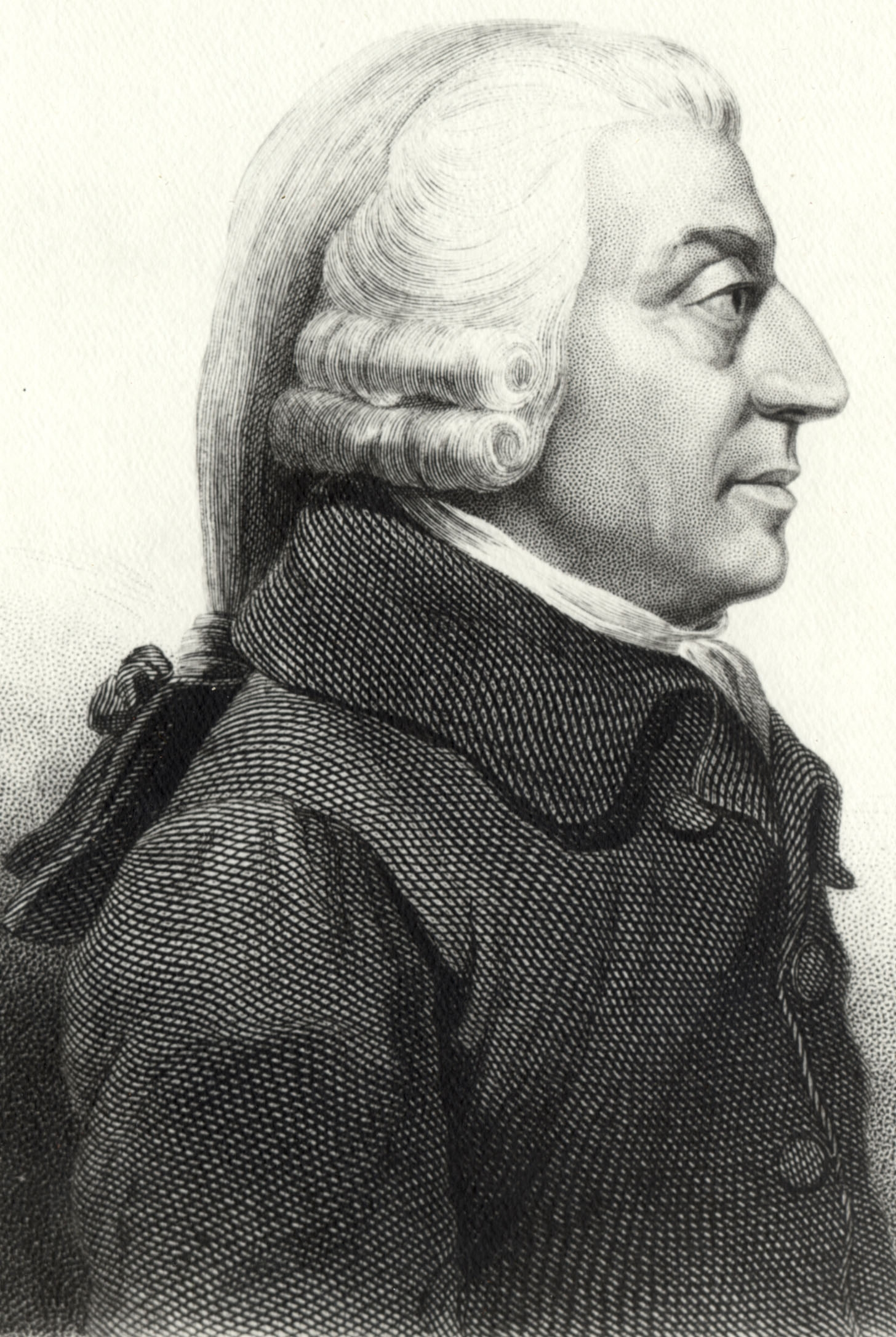
アダム・スミス(1723-1790)の肖像画
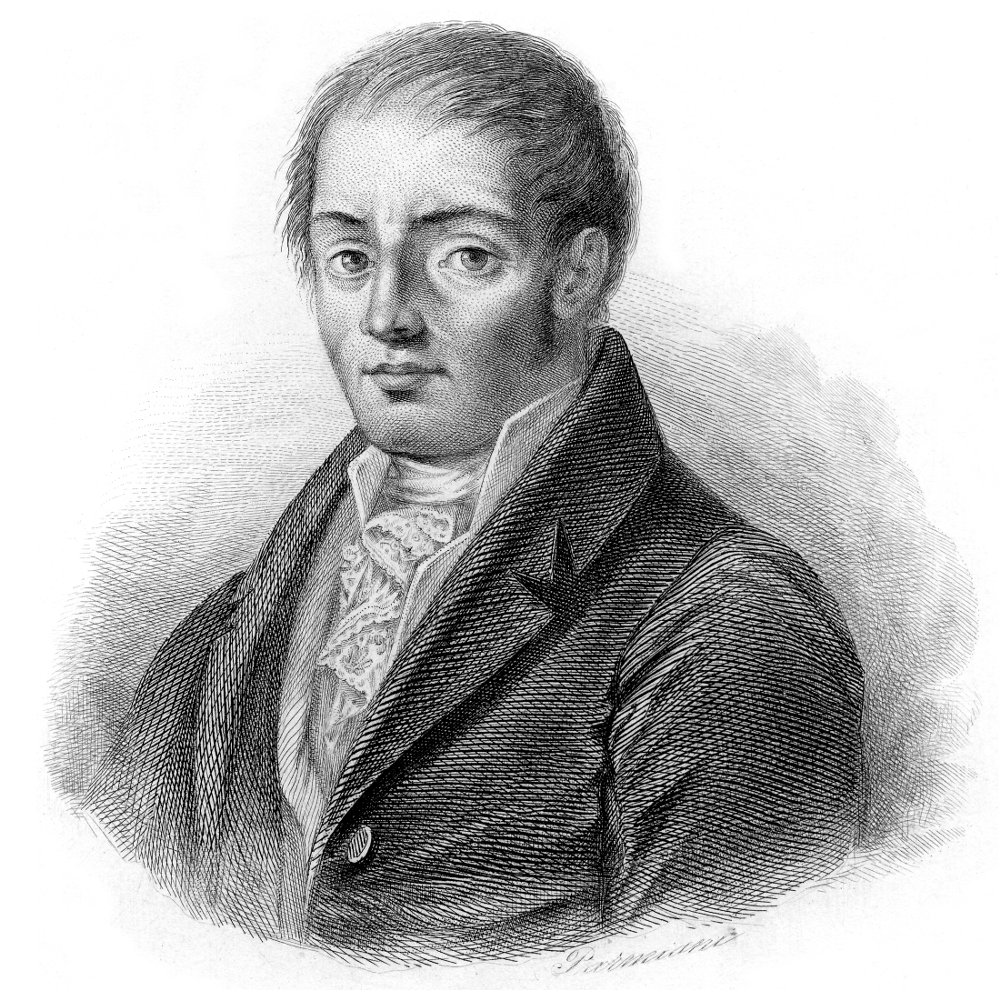
フランチェスコ・マリオ・パガーノ（英語版）(1748-1799)の肖像画
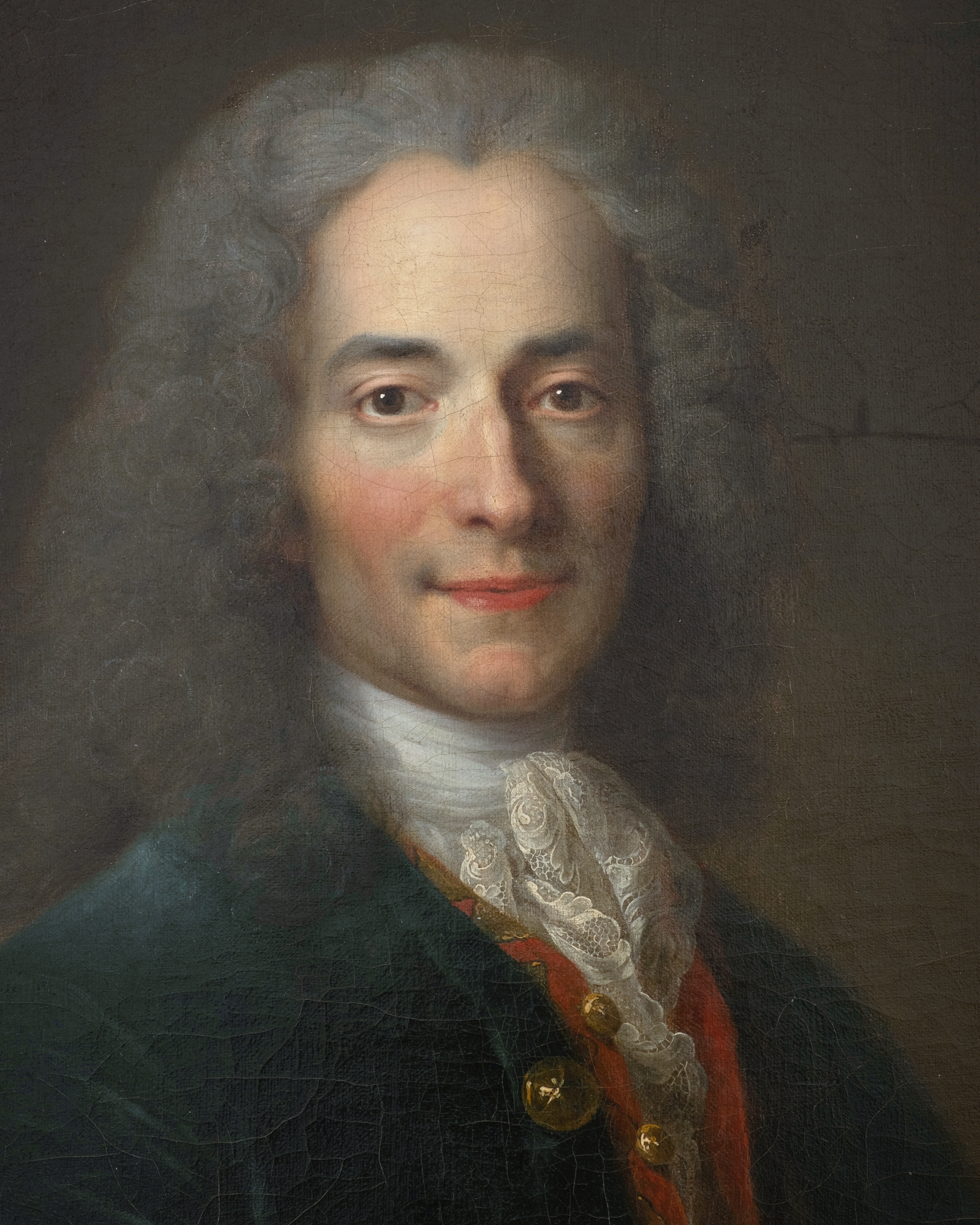
ヴォルテール(1694-1778)の肖像画